# Claude Gabard
Claude Gabard (* 30. Oktober 1935 in Châtellerault; † 28. August 2015 in Poitiers) war ein französischer Radrennfahrer.

## Sportliche Laufbahn
Gabard war im Straßenradsport aktiv. Er begann 1950 mit dem Radsport im Verein Vélo Club Châtelleraudais. In seiner Karriere gewann er 114 Radrennen in verschiedenen Klassen. Als Amateur gewann er unter anderem 1960 eine Etappe der Trois Jours de la Sarthe. 1962 startete er in der Internationalen Friedensfahrt und kam auf den 31. Rang. 1963 war er Unabhängiger, 1964 Berufsfahrer im Radsportteam Peugeot. 1963 wurde er beim Sieg von René Heuvelmans Dritter in der Tour du Loir-et-Cher und holte einen Etappensieg in der Tour d’Anjou. 1965 wurde er hinter Seamus Elliott Zweiter im Grand Prix Esperaza.

## Familiäres
Sein Bruder Serge Gabard war ebenfalls Profi-Radrennfahrer.

## Berufliches
Er arbeitete nach Erlangung seines Diploms als Sportlehrer.